# Ronny Johnsen
Jean Ronny Johnsen (født 10. juni 1969 i Sandefjord) er en tidligere norsk fodboldspiller. Johnsen spillede som center back eller defensiv midtbanespiller, men han var ofte på sidelinjen på grund af sine mange skader.